# Joyas Parte Alta
Joyas Parte Alta är en ort i Mexiko.   Den ligger i kommunen Milpa Alta och delstaten Distrito Federal, i den sydöstra delen av landet, 28 km sydost om huvudstaden Mexico City. Joyas Parte Alta ligger 2 273 meter över havet och antalet invånare är 305.
Terrängen runt Joyas Parte Alta är varierad. Runt Joyas Parte Alta är det tätbefolkat, med 411 invånare per kvadratkilometer. Närmaste större samhälle är Iztapalapa, 18,4 km norr om Joyas Parte Alta. Trakten runt Joyas Parte Alta består till största delen av jordbruksmark.